# Élections législatives de 1986 en Dordogne
Les élections législatives françaises de 1986 ont lieu le 16 mars 1986. Dans le département de la Dordogne, quatre députés sont à élire dans le cadre d'un scrutin proportionnel par liste départementale à un seul tour.

## Élus
| Député élu        |  | Parti    |
| ----------------- |  | -------- |
| Yves Guéna        |  | RPR      |
| Élie Marty        |  | UDF (PR) |
| Roland Dumas      |  | PS       |
| Alain Paul Bonnet |  | PS       |

## Listes en présence

### Mouvement pour un parti des travailleurs
| N° | Candidats                     | Parti | Parti | Principales fonctions              |
| -- | ----------------------------- | ----- | ----- | ---------------------------------- |
| 01 | Albert Lort                   |       | MPPT  | Conseiller municipal de Ribérac    |
| 02 | Jean-Marie Deparis            |       | MPPT  | Enseignant agricole                |
| 03 | Philippe Charry               |       | MPPT  | Employé des PTT                    |
| 04 | Jean-Jacques Brière de l'Isle |       | MPPT  | Fonctionnaire au contrôle des prix |
|    |                               |       |       |                                    |
| 05 | Gaspard Vioque                |       | MPPT  | Instituteur                        |
| 06 | Thierry Maligne               |       | MPPT  | Infirmier                          |

### Parti communiste français
| N° | Candidats           | Parti | Parti | Principales fonctions                                                         |
| -- | ------------------- | ----- | ----- | ----------------------------------------------------------------------------- |
| 01 | Lucien Dutard       |       | PCF   | Député sortant et maire de Boulazac, instituteur retraité                     |
| 02 | Francis Colbac      |       | PCF   | Permanent politique, maire de Trélissac, conseiller régional                  |
| 03 | Louis Delmon        |       | PCF   | Enseignant, conseiller général du canton de Sarlat-la-Canéda, maire de Sarlat |
| 04 | René Dutin          |       | PCF   | Agriculteur, conseiller général du canton de Nontron, maire de Saint-Estèphe  |
|    |                     |       |       |                                                                               |
| 05 | Viviane Parade      |       | PCF   | Ouvrière en chaussures                                                        |
| 06 | Jean-Pierre Raffier |       | PCF   | Enseignant                                                                    |

### Majorité présidentielle (PS-MRG)
| N° | Candidats         | Parti | Parti | Principales fonctions                                                            |
| -- | ----------------- | ----- | ----- | -------------------------------------------------------------------------------- |
| 01 | Roland Dumas      |       | PS    | Ministre des Relations extérieures                                               |
| 02 | Alain Paul Bonnet |       | MRG   | Député sortant, conseiller régional, conseiller général et maire de Brantôme     |
| 03 | Michel Suchod     |       | PS    | Député sortant, conseiller régional et conseiller général                        |
| 04 | Christian Défarge |       | PS    | Député sortant, conseiller régional, conseiller général et maire de Chantérac    |
|    |                   |       |       |                                                                                  |
| 05 | Monique Coq       |       | PS    | Ancienne adjointe au maire de Sarlat                                             |
| 06 | Bernard Bioulac   |       | PS    | Conseiller régional, conseiller général et maire de Saint-Barthélemy-de-Bussière |

### Opposition (RPR-UDF)
| N° | Candidats               | Parti | Parti    | Principales fonctions                                                                             |
| -- | ----------------------- | ----- | -------- | ------------------------------------------------------------------------------------------------- |
| 01 | Yves Guéna              |       | RPR      | Conseiller régional, vice-président du conseil régional, conseiller général et maire de Périgueux |
| 02 | Élie Marty              |       | UDF-PR   | Conseiller général et maire de Saint-Aubin-de-Cadelech                                            |
| 03 | Jean-Jacques de Peretti |       | RPR      | Conseiller municipal de Sarlat                                                                    |
| 04 | Marc Étourneaud         |       | UDF-Rad. | Conseiller général et maire de Saint-Martial-Viveyrol                                             |
|    |                         |       |          |                                                                                                   |
| 05 | François Roussel        |       | RPR      | Maire de Neuvic-sur-l'Isle                                                                        |
| 06 | Pierrette Blancher      |       | RPR      | Médecin des écoles                                                                                |

### Opposition (CNI)
| N° | Candidats                      | Parti | Parti | Principales fonctions            |
| -- | ------------------------------ | ----- | ----- | -------------------------------- |
| 01 | Jean-Charles Gauthier          |       | CNI   | Dirigeant d'entreprise, Bergerac |
| 02 | Patrick Esclafer de la Rode    |       | EXD   | Agriculteur, Agonac              |
| 03 | Mary-Jane Malgat               |       | CNI   | Commerçante, Bergerac            |
| 04 | Jean Noël Comparot de Bercenay |       | CNI   | Inspecteur d'assurances, Châtres |
|    |                                |       |       |                                  |
| 05 | Jean-Marc Tournier             |       | CNI   | Agent commercial, Bergerac       |
| 06 | Marcelle Latour                |       | CNI   | Retraitée, Terrasson             |

### Front national
| N° | Candidats             | Parti | Parti | Principales fonctions                   |
| -- | --------------------- | ----- | ----- | --------------------------------------- |
| 01 | Jacques Ricard        |       | FN    | Commerçant                              |
| 02 | Marcel Roux           |       | FN    | Artisan, maire de Saint-Germain-et-Mons |
| 03 | Jean-Claude Chassaint |       | FN    | Artisan                                 |
| 04 | Henry Peyret-Lacombe  |       | FN    | Agriculteur                             |
|    |                       |       |       |                                         |
| 05 | Edmond Beyneix        |       | FN    | Agriculteur                             |
| 06 | Jean-Pierre Chatel    |       | FN    | Artisan                                 |

## Résultats

### Résultats à l'échelle du département
| Liste Parti politique | Liste Parti politique                                                                                                | Tête de liste         | Tour unique | Tour unique | Sièges |
| Liste Parti politique | Liste Parti politique                                                                                                | Tête de liste         | Voix        | %           | Sièges |
| --------------------- | --- | --------------------- | ----------- | ----------- | ------ |
|                       | Union pour la Dordogne Rassemblement pour la République (UDF)                                                        | Yves Guéna            | 104 503     | 43,66       | 2      |
|                       | Pour une majorité de progrès avec le président de la République Parti socialiste (MRG)                               | Roland Dumas          | 78 258      | 32,69       | 2      |
|                       | Liste présentée par le Parti communiste français Parti communiste français                                           | Lucien Dutard         | 38 983      | 16,28       | 0      |
|                       | Liste de Rassemblement national présentée par le Front national Front national                                       | Jacques Ricard        | 13 823      | 5,77        | 0      |
|                       | Liste du CNIP Centre national des indépendants                                                                       | Jean-Charles Gauthier | 2 344       | 0,98        | 0      |
|                       | Liste du Mouvement pour un parti des travailleurs Dordogne Extrême gauche (Mouvement pour un parti des travailleurs) | Albert Lort           | 1 442       | 0,60        | 0      |
|                       | |                       |             |             |        |
| Inscrits              | Inscrits | Inscrits              | 301 504     | 100,00      | 4      |
| Abstentions           | Abstentions | Abstentions           | 47 431      | 15,73       |        |
| Votants               | Votants | Votants               | 254 073     | 84,27       |        |
| Blancs et nuls        | Blancs et nuls | Blancs et nuls        | 14 720      | 5,79        |        |
| Exprimés              | Exprimés | Exprimés              | 239 353     | 94,20       |        |